# Сибильда
Сибильда — деревня Агрономовского сельсовета Лебедянского района Липецкой области.

## География
В деревне имеется одна улица: Сибильдовская.
Через Сибильду проходят просёлочные дороги и автомобильная дорога с остановкой общественного транспорта.

## Население
| 2010 |
| ---- |
| 108  |

В 2015 году население деревни составляло 87 человек.